# Brad Hoylman
Brad Madison Hoylman (27 de outubro de 1965) é um político democrata estadunidense de Nova Iorque. Hoylman representa o 27.º distrito de Senado do estado de Nova Iorque em parte de Manhattan desde 2012.